# Шипохвіст єменський
Шипохвіст єменський (Uromastyx yemenensis) — представник роду Шипохвостів з родини Агамових. Має 2 підвиди. Раніше розглядався як підвид шипохвоста Бента. Втім з 2007 року виділено в окремий вид.

## Опис
Загальна довжина сягає 30 см, при хвіст становить близько 40 %. Будовою тіла та забарвленням нагадують Uromastyx benti, від останніх відрізняється дрібнішою однорідною лускою на спині й череві. Також більш сіруваті з меншою кількістю плям або цяток. Самки забарвлені більш тьмяно, в порівнянні з самцями. Стегнові пори відсутні.

## Спосіб життя
Полюбляє скелясті, кам'янисті, гірські місцини. Ховається у тріщинах та ущелинах. Харчується рослинною їжею.
Це яйцекладна ящірка. Самиця відкладає до 10 яєць.

## Розповсюдження
Мешкає в Ємені та на півдні Саудівської Аравії.

## Підвиди
- Uromastyx yemenensis yemenensis
- Uromastyx yemenensis shobraki